# Fållad snedbandvecklare
Fållad snedbandvecklare (Clepsis consimilana) är en fjärilsart som först beskrevs av Jacob Hübner 1817.  Fållad snedbandvecklare ingår i släktet Clepsis, och familjen vecklare. Arten är reproducerande i Sverige.

## Bildgalleri

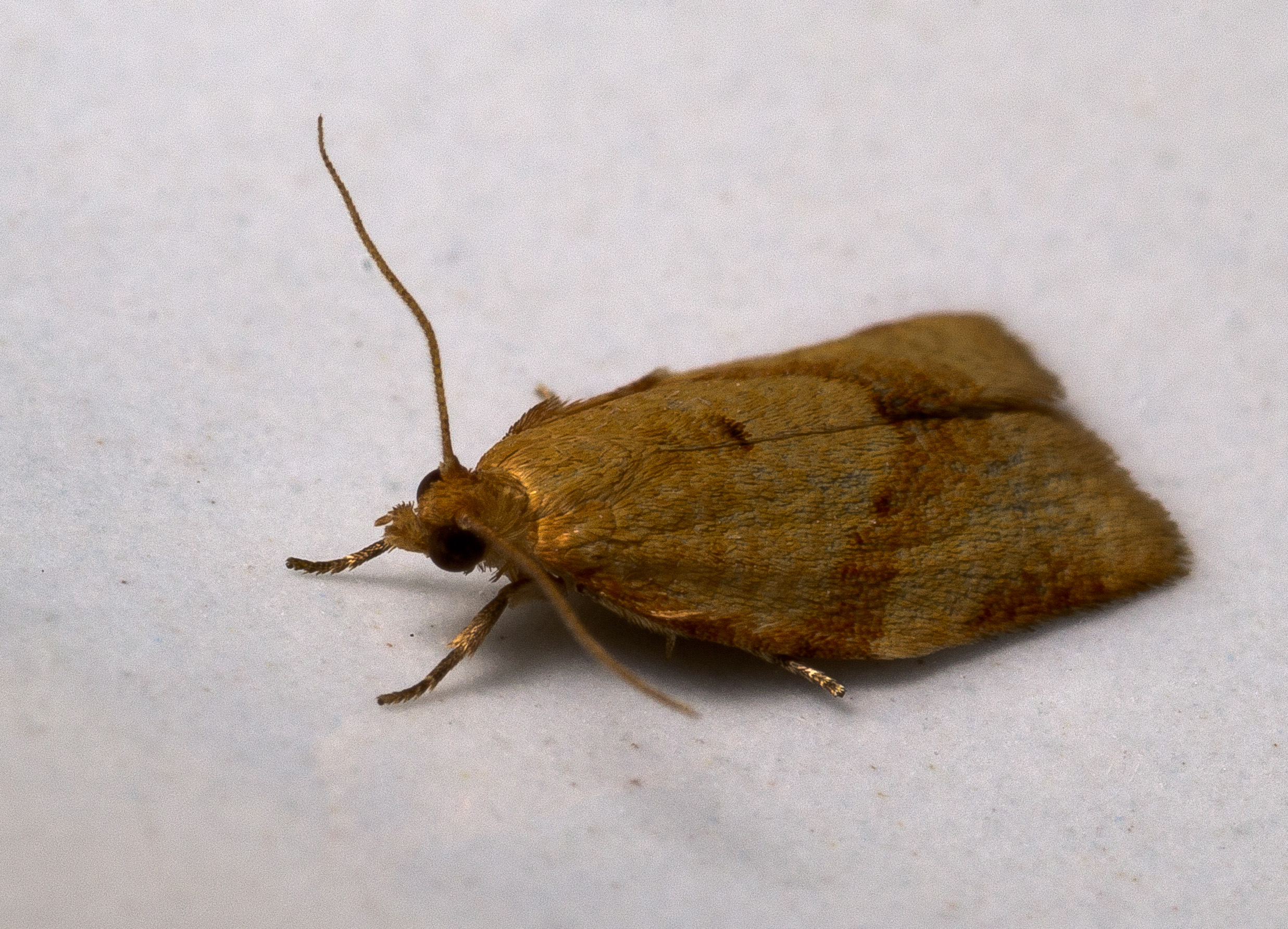
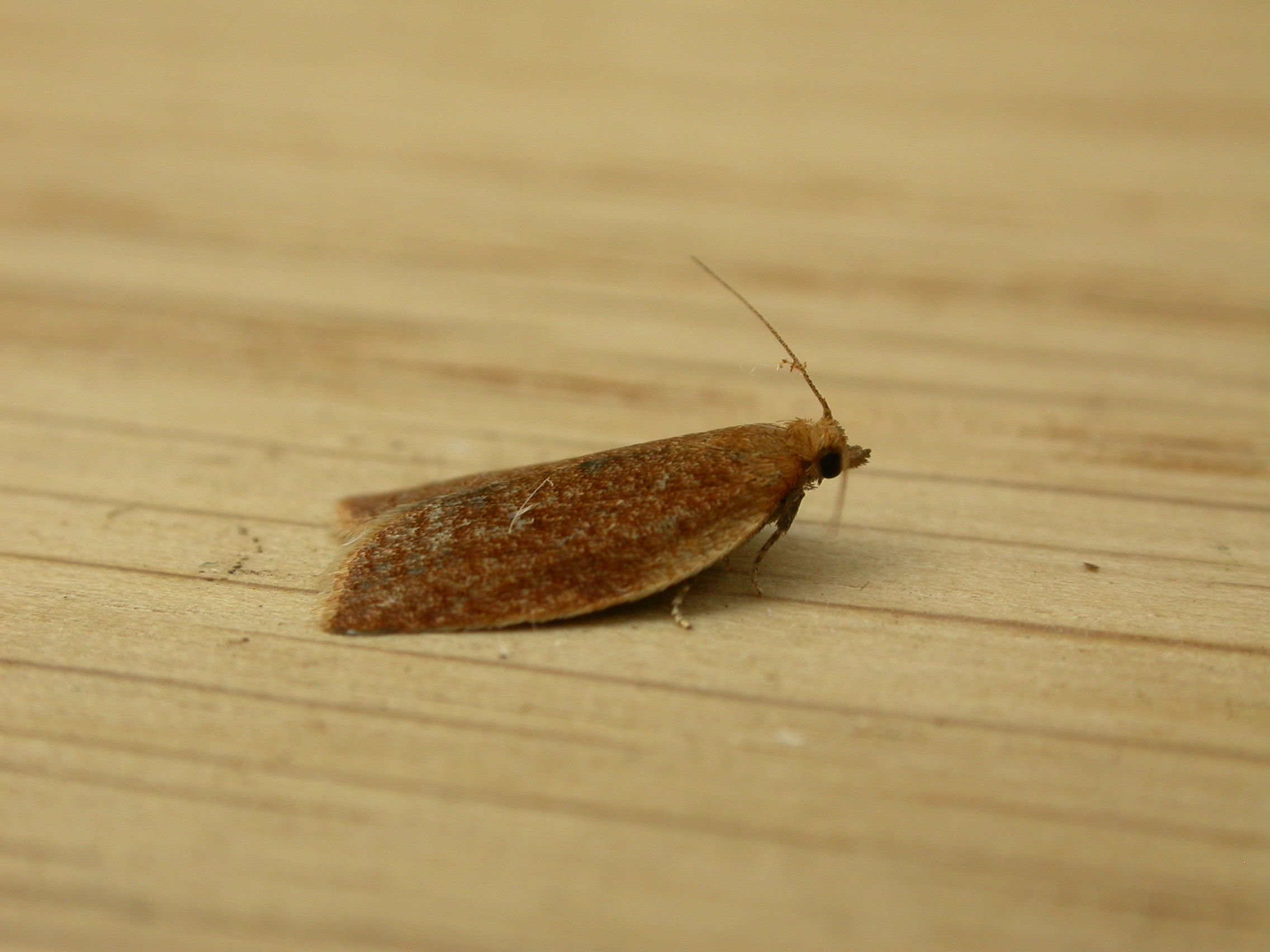
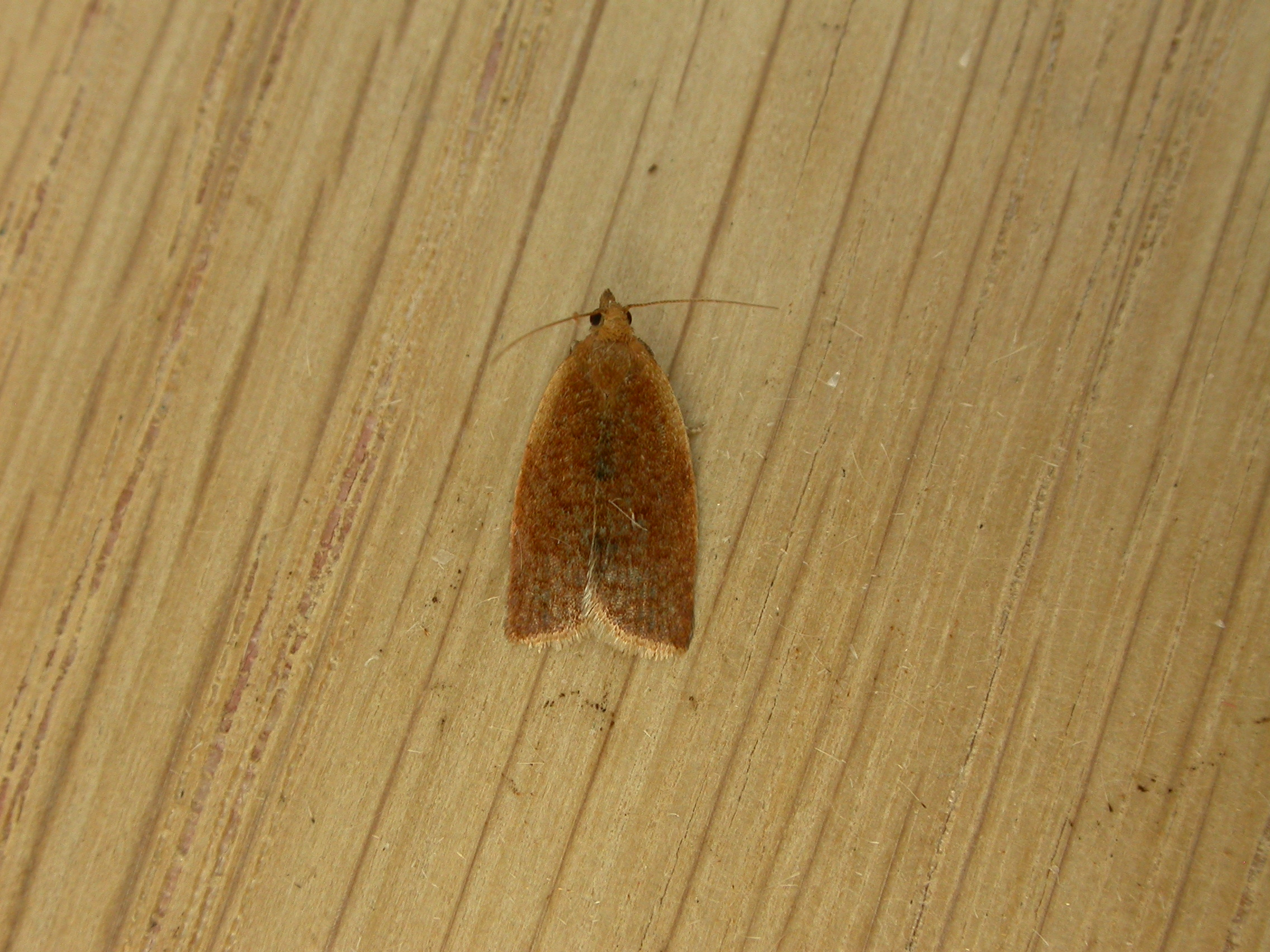
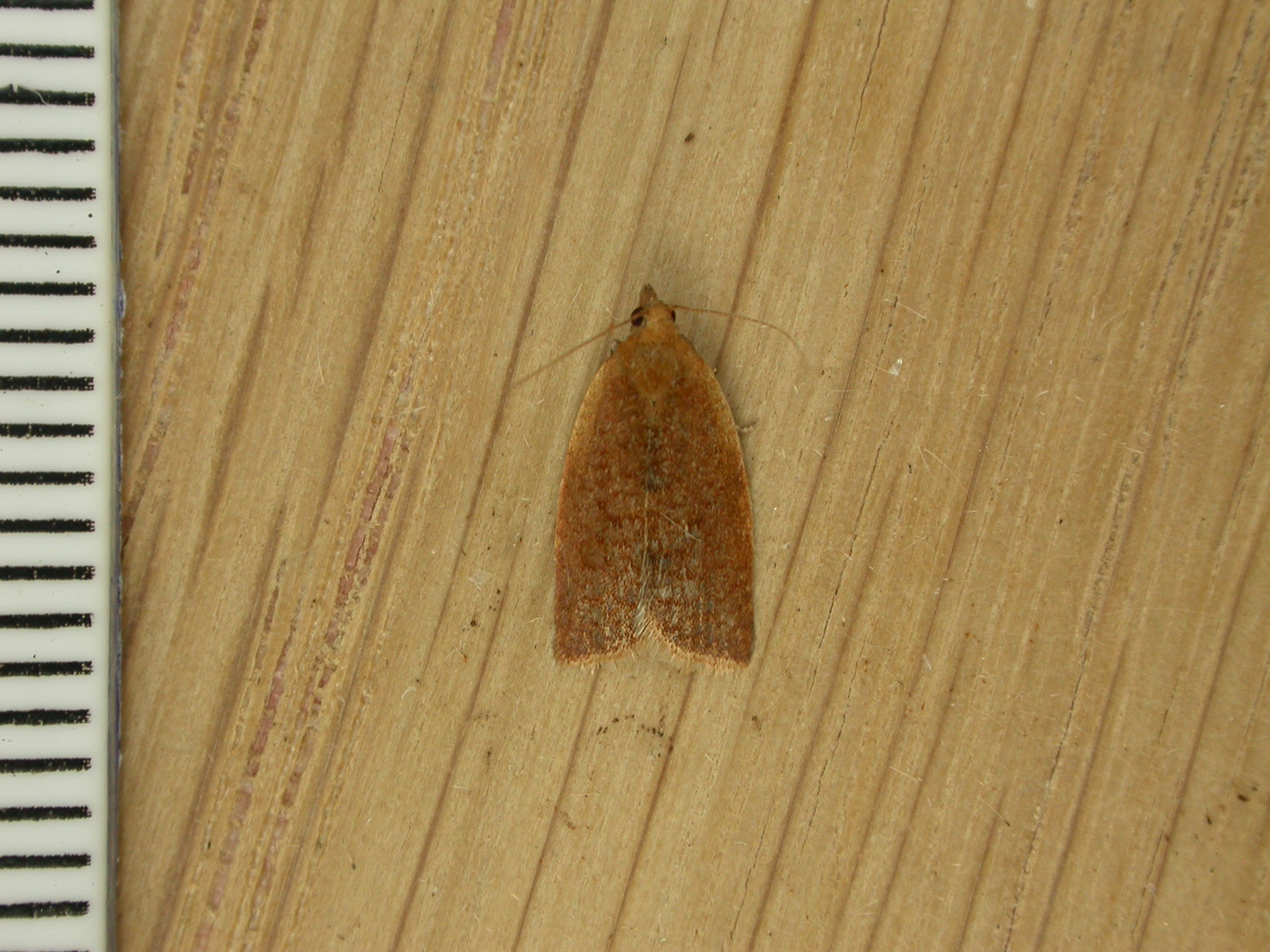